# Hikari Shimizu
Hikari Shimizu (en japonés: 清水ひかり, Shimizu Hikari) (Uwajima, 22 de abril de 1993) es una luchadora profesional japonesa que ha participado como artista independiente en promociones como Actwres girl'Z y Pro Wrestling Wave.

## Carrera profesional

### Circuito independiente (2017-presente)
Como luchadora independiente, Shimizu es conocido por competir en varias promociones. En AJPW GROWIN' UP Vol.3, un evento promovido por All Japan Pro Wrestling el 7 de junio de 2017, hizo equipo con Natsumi Maki en un esfuerzo perdedor ante Saori Anou y Miyuki Takase. En DDT Ganbare Pro A Walk In The Park 2018, un evento promovido por la rama GanPro de DDT Pro-Wrestling el 21 de marzo de 2018, se enfrentó a Saki en un esfuerzo perdedor. En Odate Wrestling Festival, un evento promovido por Pro Wrestling Freedoms el 22 de septiembre de 2018, Shimizu hizo equipo con Nao Kakuta en un esfuerzo perdedor ante Yuna Manase y Mari. En SEAdLINNNG Sparkling-d! un evento promovido por Seadlinnng el 13 de diciembre de 2018, se enfrentó a Asuka y Chikayo Nagashima en un combate a tres bandas.
En Command Bolshoi Final Series Vol. 3, un evento producido por Pure-J el 17 de febrero de 2019, hizo equipo con Tae Honma y desafió sin éxito a Wanted (Kazuki y Rydeen Hagane) por el Daily Sports Women's Tag Team Championship. En OZ Academy Come Back To Shima!, producido por Oz Academy el 25 de mayo de 2019, compitió en un battle royal en el que se desafiaron trece luchadoras y que acabó siendo ganada por Itsuki Aoki y en la que también participaron Cherry, Himeka Arita, Mayumi Ozaki, Kaori Yoneyama, Rina Yamashita o Tsubasa Kuragaki entre otras. Más tarde esa noche se enfrentó sin éxito a Yoshiko. El 30 de junio de 2019 en el W-1 Wrestle-1 Tour Outbreak, Shimizu compitió sin éxito contra Reika Saiki.

#### Actwres girl'Z (2017-presente)
Shimizu hizo su debut en la lucha libre profesional en AgZ Act 16, un evento promovido por Actwres girl'Z el 5 de marzo de 2017 donde cayó ante Tam Nakano. En el Ice Ribbon & Actwres girl'Z Joint Show, un evento crossover producido en colaboración con Ice Ribbon el 16 de noviembre de 2020, Shimizu compitió en un gauntlet tag team match en el que formó equipo con Ami Miura, Kakeru Sekiguchi, Mari y Saki como "Team AWG" en un esfuerzo perdedor ante el Team Ice Ribbon (Hiragi Kurumi, Ibuki Hoshi, Matsuya Uno, Totoro Satsuki y Tsukushi Haruka).

## Campeonatos y logros
- Pro Wrestling Wave
  - Wave Tag Team Championship (1 vez) – con Saki